# Eleo (personificazione)
Eleo (in greco antico: Ἔλεος?, Éleos) è una divinità della mitologia greca, la personificazione della compassione (in greco però, la parola è di genere maschile).
Nella mitologia romana viene identificato con Clementia ed in latino può essere anche citato come Misericordia.

## Genealogia
Figlio di Erebo e di Notte.
Non ci sono notizie su spose o progenie.

## Mitologia
Gli fu dedicato un altare, ad Atene, presso il quale i poveri ed i bisognosi facevano domanda di protezione agli Ateniesi.
È probabile che l'altare sia identico all'Altare dell'Agorà di Atene e tra i più noti che si rivolsero alla divinità ci sono Adrasto e gli Eraclidi, personaggi di cui a volte è stata attribuita la fondazione dell'altare stesso.
Secondo Pausania l'altare era l'unico luogo di culto della divinità ma nel Tempio di Asclepio di Epidauro è stato trovato un secondo altare rettangolare con iscrizioni dedicate ad Eleo.